# 杉野健次郎
杉野 健次郎（すぎの けんじろう、1968年11月2日 - ）は、福岡県出身の日本の柔道選手である。階級は71kg級。身長172cm。

## 経歴
大牟田高校3年の時にインターハイ中量級で優勝を飾った。国士舘大学へ進学すると、3年の時には正力杯71kg級決勝で筑波大学4年の酒井英幸に敗れた。正力国際では3位だった。4年の時には正力国際の決勝で国際武道大学3年の高越永吉を横四方固で破って優勝した。1991年には国士舘大学の研究生となった。引退後は大牟田高校の柔道部監督に就任した。

## 戦績
- 1986年 - インターハイ　中量級　優勝
- 1989年 - 正力杯　2位
- 1990年 - 正力国際　3位
- 1991年 - 正力国際　優勝

(出典、JudoInside.com)。